# Муизз ад-даула Мунзир II
Муизз ад-даула Мунзир II (араб. المنذر بن يحي معز الدولة‎; убит в 1038) — третий независимый эмир Сарагосы в 1029-1038 годах, происходил из рода Туджибидов.

## Биография
Мунзир был сыном сестры Исмаила аз-Зафира, правителя тайфы Толедо, на которой его отец Йахйа ал-Музффар женился, чтобы закрепить союз с Толедо.
Хроники сохранили очень мало данных о Муиззе ад-дауле Мунзире II. В основном они касаются событий, приведших Мунзира к гибели, а именно — заговора против него, организованного его двоюродным братом, Абдаллой бен Хакамом. Однако Хакам не сумел удержаться у власти, и династия Туджибидов пресеклась, и в 1039 году трон Сарагосы занял Сулейман ал-Мустаин, губернатор Лериды из династии Худидов.